# Quận Hall, Texas
Quận Hall (tiếng Anh: Hall County) là một quận trong tiểu bang Texas, Hoa Kỳ. Quận lỵ là thành phố Memphis. Quận được thành lập vào năm 1876 và sau đó được thiết lập vào năm 1890. Quận được đặt tên theo Warren D. C. Hall, một bộ trưởng chiến tranh của Cộng hòa Texas. Theo kết quả từ cuộc điều tra dân số năm 2010, quận có dân số là 3,535 người.

## Địa lý
Theo Cục Thống kê Dân số Hoa Kỳ, tổng diện tích của quận là 904 dặm vuông Anh (2.340 km2), trong đó 883 dặm vuông Anh (2.290 km2) là diện tích phần đất và 21 dặm vuông Anh (54 km2) (3.8%) diện tích được nước bao phủ.

### Các quận liền kề
- Quận Donley (phía bắc)
- Quận Collingsworth (phía đông bắc)
- Quận Childress (phía đông)
- Quận Cottle (phía đông nam)
- Quận Motley (phía nam)
- Quận Briscoe (phía tây)